# L'Aventure de l'Étoile de l'Ouest
Pour les articles homonymes, voir The Adventure of the Western Star.
Pour le téléfilm, voir L'Aventure de l'Étoile de l'Ouest (téléfilm).
L'Aventure de l'Étoile de l'Ouest (The Adventure of the Western Star), parfois titrée L'Énigme de l'Étoile de l'Occident, est une nouvelle policière d'Agatha Christie mettant en scène le personnage d'Hercule Poirot.
Initialement publiée le 11 avril 1923 dans la revue The Sketch au Royaume-Uni, cette nouvelle a été reprise en recueil en 1924 dans Poirot Investigates au Royaume-Uni. Elle a été publiée pour la première fois en France dans la revue Ric et Rac le 10 novembre 1937, puis dans le recueil Les Enquêtes d'Hercule Poirot en 1968.

## Résumé
Poirot reçoit la visite de Mary Marvell, une actrice très connue. Elle lui explique qu'elle a reçu trois lettres de menace, émanant d'un Chinois, au sujet d'un diamant extraordinaire dont elle est propriétaire : L'Etoile de l'Ouest. Son époux, Gregory Wolf, avait acheté le bijou à un Chinois trois ans auparavant. Le couple doit se rendre chez les Yardly d'ici quelques jours, et eux aussi ont un diamant jumeau du leur, qui s'appelle L'Etoile de l'Est. Poirot et Hastings ne peuvent pas s'empêcher de se souvenir des racontars selon lesquels Rolf et Mme Yardly avait eu une liaison quelque temps auparavant... Les choses se compliquent quand Hastings reçoit la visite de Mme Yardly, qui déclare avoir reçu, elle aussi, des lettres de menace concernant son diamant. Poirot et Hastings se rendent chez les Yardly : le soir où Mme Yardly doit leur montrer son bijou, les lumières s'éteignent, et elle est attaquée dans l'obscurité...

## Publications
Avant la publication dans un recueil, la nouvelle avait fait l'objet de publications dans des revues, dans la série « The Grey Cells of M. Poirot I » :
- le 11 avril 1923, au Royaume-Uni, dans le no 1576 (vol. 121) de la revue The Sketch[1],[2] ;
- en février 1924, aux États-Unis, sous le titre « The Western Star », dans le no 4 (vol. 38) de Blue Book Magazine[1] ;
- le 10 novembre 1937, en France, sous le titre « L'étoile de l'ouest », dans le no 453 de la revue Ric et Rac[3].

La nouvelle a ensuite fait partie de nombreux recueils :
- en 1924, au Royaume-Uni, dans Poirot Investigates[1],[4] (avec 10 autres nouvelles) ;
- en 1925, aux États-Unis, dans Poirot Investigates[1] (avec 13 autres nouvelles, soit 3 supplémentaires par rapport au recueil britannique) ;
- en 1968, en France, dans Les Enquêtes d'Hercule Poirot (recueil ne reprenant que 9 des 11 nouvelles du recueil britannique)[3]
(réédité en 1990 sous le titre « L'Énigme de l'Étoile de l'Occident » dans le cadre de la collection « Les Intégrales du Masque »).

## Adaptation
- 1990 : L'Aventure de l'Étoile de l'Ouest (The Adventure of the Western Star), téléfilm britannique de la série télévisée Hercule Poirot (19e épisode, 2.09), avec David Suchet dans le rôle principal.